# Filicampus tigris
Filicampus tigris és una espècie de peix de la família dels singnàtids i de l'ordre dels singnatiformes.

## Morfologia
- Els mascles poden assolir 29,6 cm de longitud total.[1][2]

## Reproducció
És ovovivípar i el mascle transporta els ous en una bossa ventral, la qual es troba a sota de la cua.

## Hàbitat
És un peix marí de clima subtropical que viu entre 2-27 m de fondària.

## Distribució geogràfica
Es troba a Austràlia: Austràlia Occidental, Austràlia Meridional, Queensland i Nova Gal·les del Sud).